# Gemeindeverband (Deutschland)
Ein Gemeindeverband ist in Deutschland der Zusammenschluss von mindestens zwei Gemeinden zu einer Körperschaft des öffentlichen Rechts mit dem Zweck, im Rahmen kommunaler Selbstverwaltung in größerem Umfange öffentliche Aufgaben unter Beibehaltung der Selbstständigkeit der Mitgliedsgemeinden wahrzunehmen.

## Allgemeines
Der Gemeindeverband wird mehrfach im Grundgesetz erwähnt, dort allerdings als unbestimmter Rechtsbegriff verwendet. Die Konkretisierung der Form und Organisation von Gemeindeverbänden obliegt den Bundesländern, die hierfür in den Landesverfassungen und Kommunalgesetzen Regelungen geschaffen haben. Diese Regelungen (etwa das Gesetz über kommunale Gemeinschaftsarbeit, GkG NRW) sind teilweise uneinheitlich erfolgt. So wird im GkG NRW der Gemeindeverband als bekannt vorausgesetzt und der Zweckverband nach § 5 Abs. 2 GkG NRW dem Gemeindeverband gleichgestellt.

## Geschichte
In § 3 des württembergischen Verwaltungsedikts von 1822 war festgelegt, dass jede Gemeinde das Recht habe, „alle auf den Gemeindeverband sich beziehenden Angelegenheiten zu besorgen, ihr Gemeindevermögen selbständig zu verwalten […]“ Hier wird zwar erstmals der Begriff des Gemeindeverbands erwähnt, ist aber in diesem Zusammenhang wohl als „Einheit der Gemeinde“ zu verstehen. Für Rudolf von Gneist vollzog sich im Jahr 1870 wirtschaftliche Selbstverwaltung wie obrigkeitliche Selbstverwaltung grundsätzlich im Rahmen von Gemeinden und Gemeindeverbänden. Im Jahr 1928 subsumierte Hans Peters alle Erscheinungsformen kommunaler Selbstverwaltung, also auch Gemeinden, unter den Begriff des Gemeindeverbands. Gemeinden und Gemeindeverbände waren ab 1945 die zuerst wieder funktionsfähigen öffentlichen Körperschaften.

## Rechtsfragen und Abgrenzung

### Rechtliche Grundlagen
Der Begriff des Gemeindeverbands ist konstitutionell nicht legaldefiniert und wird im Grundgesetz unterschiedlich verwendet. Sicher ist, dass er die in Art. 28 Abs. 1 Satz 2 GG genannten Kreise und Gemeinden umfasst. Die Garantie der kommunalen Selbstverwaltung nach Art. 28 Abs. 2 Satz 1 GG gilt auch für Gemeindeverbände, sofern ihre Mitglieder ausschließlich Bürger sind. Durch die einzig zulässige Rechtsform der Körperschaft des öffentlichen Rechts sind die Gemeindeverbände juristische Personen des öffentlichen Rechts, haben dadurch eine eigene Rechtspersönlichkeit und weisen Pflichtmitglieder auf. Er gehört kraft seiner Rechtsform und Satzungsgewalt zu den Selbstverwaltungskörperschaften. Sein Körperschaftsstatus erfordert eine Satzung (Gemeindeverbandssatzung), aus der die Verbandsmitglieder (Mitgliedskommunen), die Organe (Gemeindeverbandsorgane), sein Verbandsgebiet und die Regelung seiner Finanzen hervorgehen.
Gemeindeverbände im Sinne von Art. 2 Abs. 2 der Landessatzung für Schleswig-Holstein sind einem Urteil des Bundesverfassungsgerichts vom Juli 1979 zufolge nur solche kommunalen Zusammenschlüsse, die entweder zur Wahrnehmung von Selbstverwaltungsaufgaben gebildete Gebietskörperschaften sind oder die diesen Körperschaften jedenfalls nach dem Gewicht ihrer Selbstverwaltungsaufgaben sehr nahekommen. Ein lediglich geringer Umfang von Selbstverwaltungsaufgaben genügt demnach für Gemeindeverbände nicht.

### Abgrenzung
In der Rechtswissenschaft besteht weitgehend Einigkeit lediglich darüber, dass die Landkreise als Gemeindeverbände zu qualifizieren sind, während die Zweckverbände wegen ihrer begrenzten Aufgaben nicht zu ihnen gerechnet werden. Die wörtliche Auslegung des Begriffes ist unergiebig, weil sie keine Bestimmung der wesentlichen Begriffsmerkmale ermöglicht. Sie lässt lediglich einen Rückschluss auf einen – wie auch immer gearteten – Verband von Gemeinden zu. Es handelt sich um einen typischen Sammelbegriff, der auch in der heutigen Gesetzessprache und Rechtswissenschaft ohne feste Konturen geblieben ist.
Der Gemeindeverband ist abzugrenzen insbesondere von solchen Formen der Zusammenarbeit von Gemeinden, denen als solche keine eigene Rechtspersönlichkeit zukommt. Beispiel ist dafür in Nordrhein-Westfalen die öffentlich-rechtliche Vereinbarung oder in Baden-Württemberg die Vereinbarte Verwaltungsgemeinschaft zwischen Gemeinden.

## Arten
Je nach Stellung im hierarchisch gegliederten Verwaltungsaufbau unterscheidet man
- Gemeindeverbände unterhalb der Kreisebene („niedere Gemeindeverbände“),
- Gemeindeverbände auf Kreisebene (bei einem Zusammenschluss eines Landkreises und einer kreisfreien Stadt spricht man vom Kommunalverband besonderer Art) und
- Gemeindeverbände oberhalb der Kreisebene (auch „Gemeindeverbände höherer Ordnung“ oder höherer Kommunalverband genannt).

Je nachdem, ob die Mitglieder eines Gemeindeverbands Bürger oder Gemeinden/Gemeindeverbände sind, ist der Gemeindeverband eine unmittelbare oder mittelbare Gebietskörperschaft. Gemeindeverbände kommen in der Regel als freiwilliger Zusammenschluss von Gemeinden („Freiverband“) zustande, aber auch der gesetzlich erzwungene Pflichtverband ist möglich. Insbesondere sind die Landkreise (Kreise) vom Staat geschaffene Institutionen mit eigenen, nicht von den Gemeinden abgeleiteten Rechten.
Eine weitere Einteilung ergibt sich bezüglich der Mitglieder eines Gemeindeverbandes:
- Der Gemeindeverband ist Gebietskörperschaft, falls seine Mitglieder die einzelnen Bürger eines bestimmten Gebietes sind. Das Mitgliedschaftsrecht der einzelnen Bürger äußert sich dabei insbesondere in der Wahl einer Volksvertretung für das Gebiet des Gemeindeverbandes. Die Gebietskörperschaft besitzt Gebietshoheit, d. h. den unmittelbaren Durchgriff auf ein bestimmtes Gebiet.
- Der Gemeindeverband ist Bundkörperschaft, falls seine Mitglieder Gemeinden oder andere Gemeindeverbände eines bestimmten Bezirkes sind. Das oberste Organ einer Bundkörperschaft wird von den Mitgliedskörperschaften gewählt. Die Bundkörperschaft besitzt keine Gebietshoheit. Da das Niveau demokratischer Legitimation in den Gebietskörperschaften höher ist, sind deren Zuständigkeiten (z. B. Kreis) oftmals sehr viel weiter gezogen als die der Bundkörperschaften (z. B. Zweckverband).

## Aufgaben
Die Aufgaben des Gemeindeverbands müssen ausschließlich innerhalb der Daseinsvorsorge liegen. Gemeindeverbänden kommt nicht wie Gemeinden an sich ein eigener Aufgabenkreis (örtliche Angelegenheiten) zu, er muss vielmehr gesetzlich oder satzungsmäßig ausgeformt werden. Hierbei übernehmen Gemeindeverbände meist übergemeindliche oder ergänzende Ausgleichsaufgaben, die eine einzelne Gemeinde wegen ihrer Finanz- und/oder Verwaltungskraft nicht erfüllen kann. Deshalb soll die Gründung von Gemeindeverbänden verhindern, dass die Erfüllung bestimmter kommunaler Aufgaben an der fehlenden Leistungsfähigkeit einer einzelnen Gemeinde scheitert. Diese Aufgaben können nach Zuschnitt, technischen Voraussetzungen, Finanzierbarkeit oder geschichtlichem Verständnis von den Gemeinden oder Landkreisen nicht „optimal“ wahrgenommen werden. Gemeindeverband und Zweckverband unterscheiden sich durch die Ausrichtung ihrer Aufgaben. Beim Gemeindeverband sind die Aufgaben regelmäßig gebietsbezogen, beim Zweckverband hingegen vor allem gegenstandsbezogen. Die Finanzierung der Aufgaben erfolgt durch satzungsmäßig festgelegte Umlagen, die seine Mitglieder zu entrichten haben.

## Beispiele
Anhand der vorgenannten Unterscheidungen gibt es folgende Beispiele von Gemeindeverbänden (Gebietskörperschaften, Bundkörperschaften):
|                          | Gebietskörperschaft | Bundkörperschaft |
| oberhalb der Kreisebene  | - Bezirk (in Bayern) - Bezirksverband Pfalz (in Rheinland-Pfalz) - historisch: Provinzialverband im Freistaat Preußen | - Landeswohlfahrtsverband (z. B. in Hessen) - Landschaftsverband (in Nordrhein-Westfalen) - Oldenburgische Landschaft und Ostfriesische Landschaft (in Niedersachsen) - Zweckverband (sofern oberhalb der Kreisebene) |
| auf Kreisebene           | - Kreis (in Nordrhein-Westfalen und Schleswig-Holstein) bzw. Landkreis (in den anderen Flächenländern) - Region Hannover (in Niedersachsen) - Städteregion Aachen (in Nordrhein-Westfalen) - Regionalverband Saarbrücken (im Saarland) | |
| unterhalb der Kreisebene | - Verbandsgemeinde (in Brandenburg, Rheinland-Pfalz und Sachsen-Anhalt) - Samtgemeinde (in Niedersachsen) - historisch: Kirchspielslandgemeinde (in Schleswig-Holstein)                                                                | - Amt (in Brandenburg, Mecklenburg-Vorpommern, Schleswig-Holstein, historisch auch in Preußen, Nordrhein-Westfalen sowie weiteren deutschen Ländern) - Gemeindeverwaltungsverband (in Baden-Württemberg und Hessen) - Verwaltungsgemeinschaft von Gemeinden (in Bayern, Thüringen und historisch in Sachsen-Anhalt) - Verwaltungsverband (in Sachsen) - Zweckverband (sofern unterhalb der Kreisebene) |

1. ↑  In Einzelfällen können Ämter Kreisgrenzen überschreiten.